# Rick Beato
Richard Beato (né le 24 avril 1962) est un musicien américain, auteur-compositeur, ingénieur du son, producteur de disques et youtuber installé en Géorgie (États-Unis). Il a écrit des chansons et produit de la musique pour des artistes tels que Needtobreathe, Parmalee et Shinedown.
Beato est également PDG et cofondateur de Nuryl, une entreprise qui produit l'application « Baby Brain Training App ».

## Biographie

### Formation et carrière
Beato a étudié au Ithaca College où il a obtenu un bachelor en musique. Il a ensuite obtenu une maîtrise en études de jazz du New England Conservatory of Music en 1987.
Avant de commencer sa dernière carrière sur YouTube, les rôles de Beato dans le milieu universitaire et l'industrie de la musique incluaient ceux de musicien de studio, professeur d'université, auteur-compositeur, ingénieur de studio, mixeur et producteur de disques. Il a également rédigé des manuels de solfège et produit des cours en ligne sur le sujet.

### Carrière sur YouTube
Beato a commencé sa carrière sur YouTube après avoir publié une vidéo de son jeune fils, Dylan, qui est capable d'identifier des notes individuelles dans des accords complexes après une seule audition. Cette vidéo montrant l'oreille absolue de son fils a rapidement reçu 3 millions de vues, ce qui a poussé Beato à transformer sa renommée sur les réseaux sociaux en une chaîne YouTube à part entière. Le 27 août 2019, Beato reçoit le Golden Play Button de YouTube lorsqu'il a atteint 1 million d'abonnés à sa chaîne. Il passe le cap des 2 millions d'abonnés en décembre 2020,,.
La chaîne de Beato porte son nom bien qu'il présente chaque vidéo sous le titre Everything Music. Dans une série de la chaîne qui s'appelle What Makes This Song Great? (« qu'est-ce qui rend ce morceau très bon ? »), Beato décortique les éléments de chansons célèbres. Les vidéos de la série enregistrent régulièrement plus d'un million de vues,.
Dans une vidéo, Beato fait appel au guitariste de Bon Jovi Phil X et au guitariste virtuose Eric Johnson pour réinterpréter le solo de guitare de Stairway to Heaven de Led Zeppelin. Beato et Phil X jouent le solo de guitare dans les styles de Peter Frampton et Eddie Van Halen, respectivement, tandis que Eric Johnson le joue à sa façon.
Il interviewe également des artistes connus, comme Sting.
Beato s'est publiquement prononcé en faveur du fair use. Plusieurs de ses vidéos, y compris celles sur Radiohead et Fleetwood Mac, ont été retirées de la plateforme YouTube en raison de revendications de droits d'auteur. En juillet 2020, Beato a témoigné devant un comité du Sénat américain sur le pouvoir judiciaire sur le thème du fair use.

## Studio
Beato est propriétaire des Black Dog Sound Studios à Atlanta, en Géorgie, et a commencé à y enregistrer des groupes en 1995. Il a également lancé le label 10 Star Records qu'il dirigeait avec son partenaire Johnny Diamond .

### Guitare signature
En 2021, Gibson a annoncé la fabrication d'une guitare signature de type Gibson Les Paul Special Double Cut. La guitare est disponible dans une teinte bleue menthe, des micros P-90 et la signature de Rick sur la plaque de protection du truss-rod (barre de réglage du manche). Ce modèle est l'un des seuls associé à un artiste uniquement youtubeur.

## Crédit d'écriture
La chanson Carolina, qu'il a coécrite avec Parmalee en 2013 a atteint la première place du Billboard de Country Airplay (en) le 20 décembre 2013, et a atteint un million d'exemplaires vendus,,.

## Autres contributions
- Broken People de Muddy Magnolias, a été produit en partie par Beato[19].
- Beato a coproduit l'album de Fozzy 2003 All That Remains. Beato a coécrit le premier single Enemy.

### Film (bande sonore)
- Elizabethtown (2005), producteur de Same in Any Language
- Herbie Fully Loaded (2005), producteur de More Than A Feeling[20]
- Raising Helen (2004), compositeur de Never Be The Same[21]